# Ljudmił Goranow
Ljudmił Goranow – bułgarski trener piłkarski.
W długiej karierze szkoleniowej pracował w wielu klubach z I i II ligi (m.in. w Czerno More Warna w 1997 roku), ale największy sukces odniósł w 1983 roku, kiedy prowadzony przez niego Spartak Warna dotarł do finału Pucharu Bułgarii. Drużyna, która w ostatnim meczu uległa 0:4 CSKA Sofii, po drodze pokonała m.in. Lewskiego Sofia. Od lipca 2005 do 2006 roku Goranow był trenerem drugoligowego OFK Sliwen 2000.